# واتسلاو یکم (دوک بوهم)

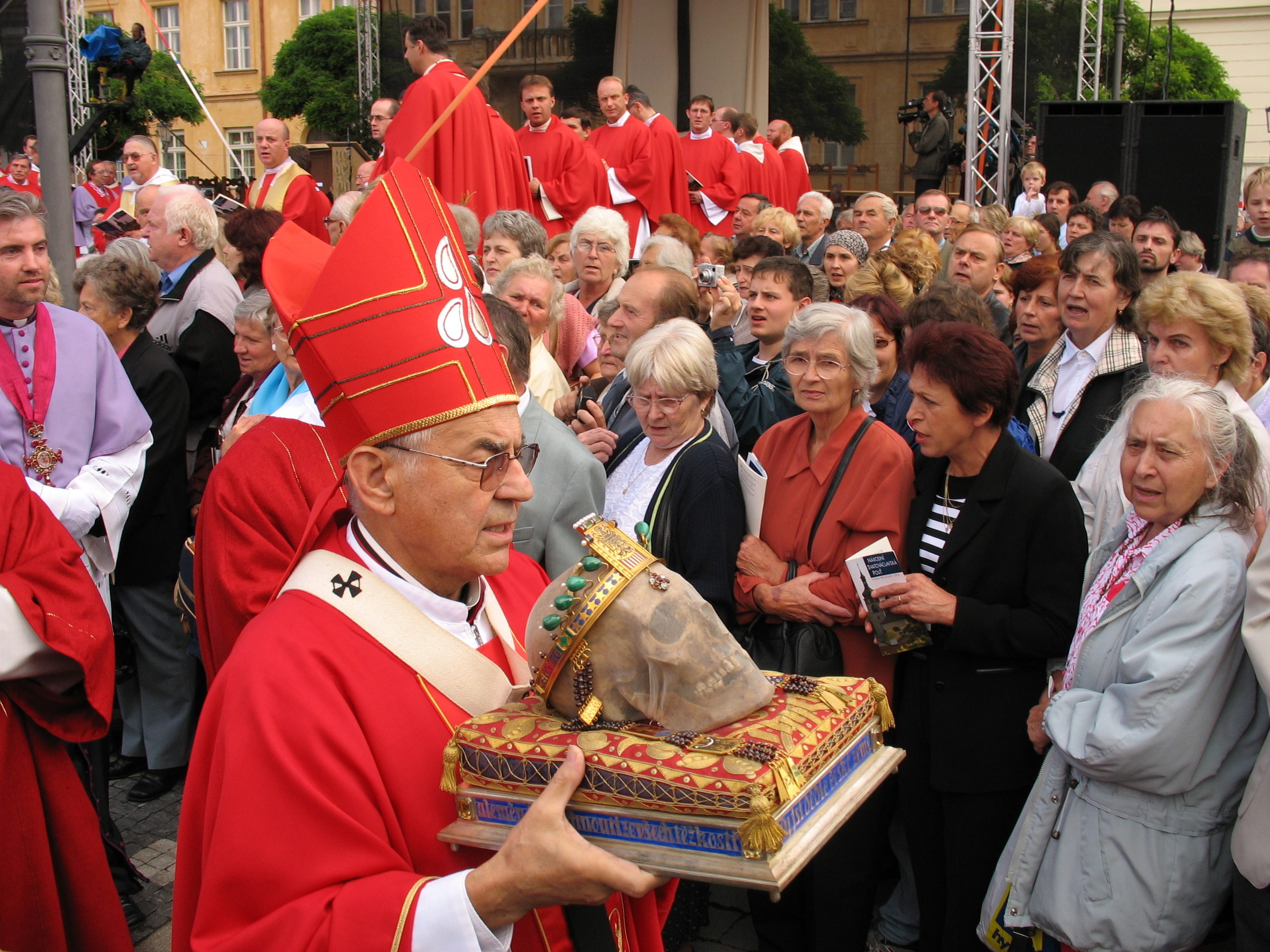
کاردینال میلوسلاو ولک با مجسمهٔ واتسلاو مقدس در ۲۸ سپتامبر ۲۰۰۶

واتسلاو یکم (چکی: Václav [ˈva:tslaf] ()؛ حدود ۹۰۷–۲۸ سپتامبر ۹۳۵) یا واتسلاو خوب از ۹۲۱ تا ۹۳۵ که با نقشهٔ برادرش کشته شد، دوک بوهم بود.
شهید شدن او و محبوب بودن چند زندگی‌نامه، باعث افزایش سریع شهرت او شد که در نتیجهٔ آن، به مقام قدیس ارتقا داده‌شد، پس از مرگ شاه خوانده شد و در دولت چک به عنوان قدیس حامی شناخته شد.

## زندگی‌نامه
واتسلاو پسر وراتیسلاو یکم، دوک بوهم بود. پدربزرگ او بوریووی یکم به مسیحیت گرویده بود. مادرش دراهومیرا دختر رئیس قبیله‌ای پاگانی بود. ولی در زمان ازدواجش غسل تعمید داده شده‌بود. مادربزرگ پدری‌اش لودمیلای بوهم بر آموزشش نظارت داشت و واتسلاو، در سن پایین، به مدرسه‌ای در بودویس فرستاده شد.
در ۹۲۱ که واتسلاو سیزده ساله بود، پدرش مرد و مادربزرگش نایب السلطنه شد. دراهومیرا به تأثیر لودمیلا بر واتسلاو حسادت می‌کرد و نقشه‌ای برای کشتن او طراحی کرد. لودمیلا در ۱۵ سپتامبر ۹۲۱ در قصر تتین کشته شد. جنازهٔ او ابتدا در کلیسای سنت میشل تتین دفن شد. ولی بقایای او احتمالاً توسط واتسلاو به کلیسای سنت گئورگ پراگ ک برای پدرش ساخته شده‌بود، منتقل شد.
پس از آن، دراهومیرا نایب السلطنه شد و فعالیت‌هایی را بر ضد مسیحیان آغاز کرد. واتسلاو پس از رسیدن به سن قانونی قدرت را در دست گرفت. او دوک‌نشین را تحت‌الحمایهٔ آلمان کرد، کشیشان آلمانی را معرفی کرد و مراسم لاتین را جایگزین رسوم قدیمی اسلاو کرد. هم‌چنین برای جلوگیری از درگیری با برادرش، بولسلاو، کشور را میان خود و برادرش تقسیم کرد و بخش قابل توجهی را به او داد.

### حکومت
پس از سقوط موراویای بزرگ، حاکمان دوک‌نشین بوهم باید هم با تهاجمات مجارها و هم با نیروهای دوک ساکسونی و هاینریش مرغ‌گیر شاه فرانک خاوری (که حملاتی را به سوی سرزمین‌های شرقی مجاور از جمله زادگاه مادر واتسلاو آغاز کرده‌بودند) مقابله می‌کردند. وراتیسلاو (پدر واتسلاو) برای مقاومت در برابر سلطهٔ ساکسونی اتحادی با آرنولف دوک باواریا (که در همان زمان یکی از مخالفان جدی هنری بود) شکل داده‌بود. البته این اتحاد با آشتی آرنولف و هنری در سال ۹۲۱ در رگنسبورگ بی‌ارزش شد.
در ۹۲۴ یا ۹۲۵، واتسلاو در سن ۱۸ سالگی رهبری حکومت را به دست گرفت و داهومیرا را تبعید کرد. سپس دوک کوریم را که شورش کرده‌بود، شکست داد. هم‌چنین ساختمان مدوری را در قلعه پراگ در پراگبنا کرد و آن را برای ویتوس مقدس وقف کرد که اکنون با نام کلیسای ویتوس مقدس شناخته می‌شود.
در اوایل ۹۲۹ نیروهای مشترک آرنولف و هنری در حمله‌ای ناگهانی به پراگ رسیدند و واتسلاو را وادار کردند پرداخت خراج را (که نخست توسط آرنولف کرنتنی در ۸۹۵ تحمیل شده‌بود) از سر گیرد. هنری در ۹۲۶ وادار شده‌بود که خراج فراوانی به مجارها بپردازد و به خراج بوهم نیاز داشت. احتمالاً واتسلاو پس از آشتی هنری با آرنولف از پرداخت خراج خودداری کرده‌بود. دلیل محتمل دیگر، شکل‌گیری اتحاد ضد ساکسونی میان بوهم، اسلاوهای پولابی و مجارها بود.

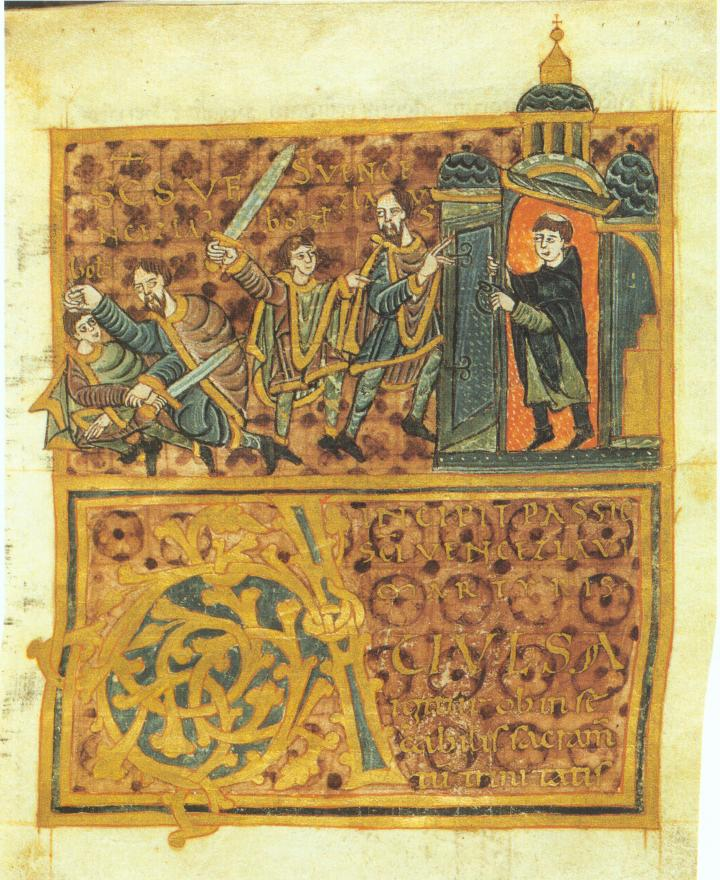
قتل واتسلاو: دوک از برادرش به سوی کلیسا فرار می‌کند، ولی کشیش در را می‌بندد. (گومپولد فون مانتوا، سدهٔ دهم میلادی)

### قتل
در سپتامبر ۹۳۵، گروهی از نجیب‌زادگان حامی بولسلاو (برادر کوچک واتسلاو) نقشه‌ای برای کشتن واتسلاو کشیدند. پس از دعوت بولسلاو از واتسلاو برای جشن کوسماس و دامیان مقدس در استارا بولسلاو، سه همراه بولسلاو بر سر دوک ریختند و او را با چاقو زدند تا بمیرد. پس از افتادن دوک، بولسلاو او را با نیزه زد.
گفته می‌شود پودوین که از خادمان وفادار واتسلاو بود، با کشتن یکی از سران توطئه‌گران انتقام مرگ او را گرفت، ولی توسط بولسلاو اعدام شد.

## میراث

### در فرهنگ عمومی
فیلم تلویزیونی «شاه خوب واتسلاو» (۱۹۹۴) نمایشی تخیلی از اوایل زندگی او است. جاناتان برندیس نقش اصلی فیلم را بازی کرد و سایر بازیگران اصلی، لئو مک‌کرن، استفانی پاورز و جون فونتین در نقش لودمیلا بودند.
شلدون کوپر (جیمز پارسونز) نغمهٔ شاه خوب واتسلاو را در یکی از قسمت‌های تئوری بیگ بنگ خواند.